# Lakata
Lakata Kondji est un village de la préfecture de Yoto au Togo, sur le Mono.